# San Cristóbal del Monte (Salamanca)
San Cristóbal del Monte es una entidad de población española del municipio de Topas, perteneciente a la provincia de Salamanca, en la comunidad autónoma de Castilla y León.

## Demografía
En 2023, la entidad singular de población de San Cristóbal del Monte tenía empadronados 8 habitantes, todos ellos en diseminado.